# Cour d'appel de Chambéry
La cour d'appel de Chambéry est une juridiction française qui siège au chef-lieu du département de la Savoie. Elle connaît des affaires jugées par les tribunaux de son ressort qui s'étend sur les départements de la Savoie et de la Haute-Savoie.

## Siège
La cour siège dans le palais de justice de Chambéry, vaste quadrilatère qui s'élève entre la place du Palais de Justice et le parc du Verney, édifié entre 1850 et 1860 dans un style néo-classique. Le bâtiment abrite également d'autres juridictions, comme le tribunal de grande instance.

## Histoire
En 1848, le Sénat de Savoie, dont l'origine remonte dans ses prémices à 1329, devient une cour d'appel qui est maintenue dans l'organisation judiciaire impériale lors de l'annexion de la Savoie à la France en 1860. Le maintien de cette cour est lié aux conditions de l'annexion de la Savoie prévues dans les accords annexes du traité de Turin.
Le 29 avril 1860, la cour d'appel proclame les résultats du plébiscite par lequel 130 533 Savoyards contre 235 souhaitent la réunion de l'ancien duché de Savoie à la France impériale. Le 23 juin, une loi est votée dont l'article 3 dispose que « les départements de la Savoie et la Haute-Savoie forment le ressort d'une cour d'appel, dont le siège est à Chambéry »,.
Le fonctionnement de la nouvelle cour impériale correspond plus ou moins à celle qui avait été mise en place sous le gouvernement sarde de 1848. Elle juge en appel les affaires traitées par les huit tribunaux de première instance, ceux de Chambéry, Albertville, Moûtiers et Saint-Jean-de-Maurienne pour la Savoie, et ceux d'Annecy, Bonneville, Saint-Julien-en-Genevois et Thonon pour la Haute-Savoie. Seul le bureau de l'Avocat des pauvres, institué par le duc Amédée VIII en 1477, est supprimé.
Joseph-Louis-Thomas Girod, président de la cour d'appel depuis 1859, est maintenu à son poste au lendemain de l'Annexion. Le passage du régime sarde au nouveau régime français ne se fait pas sans heurts et des tensions apparaissent. Ainsi, en 1864, les avocats de la cour se mettent en grève durant plusieurs semaines.
La cour d'appel, depuis la réunion de la Savoie à la France, a été remise en cause en 1870, 1882, 1901, 1920 puis en 2007 à la suite des différentes réformes de la carte judiciaire. À chacune de ces occasions, les élus locaux (le conseil municipal de Chambéry, les députés ou sénateurs) comme les avocats ou encore le procureur général font appel à l'inviolabilité du traité de Turin de 1860, validé par le plébiscite, sur l'existence de cette institution,,,.

## Tribunaux du ressort
| -            | 5 tribunaux judiciaires                  | 6 tribunaux d'instance                               | 3 conseils de prud'hommes   | 3 tribunaux de commerce     |
| ------------ | ---------------------------------------- | ---------------------------------------------------- | --------------------------- | --------------------------- |
| Savoie       | - Albertville - Chambéry                 | - Albertville - Chambéry                             | - Chambéry                  | - Chambéry                  |
| Haute-Savoie | - Annecy - Bonneville - Thonon-les-Bains | - Annecy - Annemasse - Bonneville - Thonon-les-Bains | - Annecy - Thonon-les-Bains | - Annecy - Thonon-les-Bains |

## Premiers présidents
| 1859-1866   | Joseph-Louis-Thomas Girod    |
| 1866-       | Amédée Greyfié de Bellecombe |
| ...         |                              |
| 1906-1912   | Albin Curet                  |
| ...         |                              |
| 1938-       | Eugène Penancier             |
| 1943        | René Dallant                 |
| ...         |                              |
| 1950-1957   | René Dallant                 |
| ...         |                              |
| 2005-2008   | Dominique Charvet            |
| 2008-2015   | Jean-Yves Mc Kee             |
| Depuis 2015 | Michel Allaix                |

## Archives
Dans un premier temps, les greffes de la cour d'appel ont été les dépositaires des archives du Sénat de Savoie.
L'ensemble du fonds couvrant la période de 1740 à 1870 a été déposé aux Archives départementales de la Savoie (sous-série 6FS, art. 1 à 1886).
Une partie des procédures civiles et criminelles, directes ou en appel, de 1559 à 1792, sont consultables en ligne.